# Micromussa
Genre
Micromussa est un genre de coraux durs de la famille des Lobophylliidae ou de la famille des Pectiniidae.

## Liste d'espèces
Le genre Micromussa comprend les espèces suivantes :
| Selon World Register of Marine Species (6 juillet 2015) : - Micromussa amakusensis (Veron, 1990) - Micromussa diminuta Veron, 2000 - Micromussa minuta (Moll & Best, 1984) | Selon Paleobiology Database (6 juillet 2015) et NCBI (6 juillet 2015) : - Micromussa amakusensis |